# Municipio de Union (condado de Porter)
El municipio de Union (en inglés, Union Township) es un municipio ubicado en el condado de Porter, Indiana, Estados Unidos. Según el censo de 2020, tiene una población de 9403 habitantes.

## Geografía
Está ubicado en las coordenadas 41°28′27″N 87°10′35″O / 41.47417, -87.17639. Según la Oficina del Censo de los Estados Unidos, tiene una superficie total de 77.58 km², de la cual 76.36 km² corresponden a tierra firme y 1.22 km² son agua.

## Demografía
Según el censo de 2020, hay 9403 personas residiendo en la zona. La densidad de población es de 123.1 hab./km². El 87.27% de los habitantes son blancos, el 1.77% son afroamericanos, el 0.19% son amerindios, el 1.00% son asiáticos, el 0.01% es isleño del Pacífico, el 1.58% son de otras razas y el 8.18% son de una mezcla de razas. Del total de la población, el 8.57% son hispanos o latinos de cualquier raza.